# Saison 2 d'Une nounou d'enfer
Chronologie
Saison 1 Saison 3
Cet article présente le guide de la deuxième saison de la série télévisée Une nounou d'enfer.

## Distribution
- Sont crédités du statut d'acteurs principaux pour cette saison : 
  - Fran Drescher : Fran Fine
  - Charles Shaughnessy : Maxwell Sheffield
  - Daniel Davis : Niles
  - Lauren Lane : C.C. Babcock
  - Nicholle Tom : Maggie Sheffield
  - Benjamin Salisbury : Brighton Sheffield
  - Madeline Zima : Grace Sheffield
  - Renee Taylor : Sylvia Fine
  - Ann Morgan Guilbert : Grandma Yetta
  - Rachel Chagall : Val Toriello
- Des acteurs invités se joignent à la distribution de chaque épisode, de manière plus ou moins récurrente.

## Épisodes

### Épisode 1:Étonnante ressemblance
- Titre original : Fran-Lite
- Scénaristes : Janis Hirsch
- Réalisateur : Lee Shallat-Chemel
- Diffusions : 
  -  États-Unis : 12 septembre 1994[1] sur CBS
  -  France :
- Distribution :
- Résumé :

Le jour de la rentrée, Brighton revient en disant qu'il déteste sa classe, car dans le vestiaire il est plus petit que les autres, mais Fran comprend autre chose. Maxwell sort avec une jeune femme qui ressemble étonnamment à Fran, mais seuls Niles et C.C sont frappés par cette ressemblance.

### Épisode 2:Pour l’amour du théâtre
- Titre original : The Playwright
- Scénariste : Lisa Medway
- Réalisateur : Gail Mancuso
- Diffusions : 
  -  États-Unis : 19 septembre 1994 sur CBS
  -  France :
- Distribution : Richard Kind
- Résumé :

Fran doit sortir avec un ancien ami qu'elle avait humilié au lycée.

### Épisode 3:L’Amour de 7 à 77 ans
- Titre original : Everybody Needs a Bubby
- Scénariste : Diane Wilk
- Réalisateur : Lee Shallat-Chemel
- Diffusions : 
  -  États-Unis : 26 septembre 1994 sur CBS
  -  France :
- Distribution :
- Résumé :

À la suite de travaux dans sa maison de retraite, Grand-mère Yetta vient habiter chez Maxwell...

### Épisode 4:Une vie de rêve
- Titre original : Material Fran
- Scénariste : Eileen O'Hare
- Réalisateur : Lee Shallat-Chemel
- Diffusions : 
  -  États-Unis : 3 octobre 1994 sur CBS
  -  France :
- Distribution :
- Résumé :

Lors d'une réception chez Maxwell, Fran rencontre une ancienne amie qui fait maintenant partie de la haute société, qui lui présente un vieux et très riche homme d'affaires.

### Épisode 5:Quelle guigne
- Titre original : Curse of the Grandmas
- Scénariste : Eric Cohen
- Réalisateur : Lee Shallat-Chemel
- Diffusions : 
  -  États-Unis : 10 octobre 1994 sur CBS
  -  France :
- Distribution :
- Résumé :

Cela fait un an que Miss Fran est chez les Sheffield, elle est persuadée que Maxwell veut lui organiser une fête. Avec les scouts, Gracie rend visite à la maison de retraite de grand-mère Yetta pour trouver une "grand-mère".

### Épisode 6:Un bébé sur les bras
- Titre original : The Nanny Napper
- Scénariste : Rick Shaw, Jayne Hamil
- Réalisateur : Lee Shallat-Chemel
- Diffusions : 
  -  États-Unis : 17 octobre 1994 sur CBS
  -  France :
- Distribution :
- Résumé :

Alors qu'elle prend le métro avec les enfants, Fran se retrouve accidentellement avec un bébé...

### Épisode 7:De Shakespeare en pire
- Titre original : A Star is Unborn
- Scénariste : Alan R. Cohen, Alan Freedland
- Réalisateur : Lee Shallat-Chemel
- Diffusions : 
  -  États-Unis : 24 octobre 1994 sur CBS
  -  France :
- Distribution : Peter Marc Jacobson
- Résumé :

Fran doit jouer le rôle de Juliette dans une réadaptation de la pièce Roméo et Juliette.

### Épisode 8:Échange de personnalité
- Titre original : Pinske Business
- Scénariste : David M. Matthews
- Réalisateur : Lee Shallat-Chemel
- Diffusions : 
  -  États-Unis : 31 octobre 1994 sur CBS
  -  France :
- Distribution : Ben Vereen (dans son propre rôle)
- Résumé :

Fran doit se faire passer pour C.C. Babcock pour séduire un investisseur.

### Épisode 9:Les Pièges de la bourse
- Titre original : Stock Tip
- Scénariste : Eileen O'Hare
- Réalisateur : Lee Shallat-Chemel
- Diffusions : 
  -  États-Unis : 7 novembre 1994 sur CBS
  -  France :
- Distribution :
- Résumé :

Fran rencontre Glen, un courtier en bourse...

### Épisode 10:Un anniversaire arrosé
- Titre original : The Whine Cellar
- Scénariste : Eileen O'Hare
- Réalisateur : Lee Shallat-Chemel
- Diffusions : 
  -  États-Unis : 14 novembre 1994 sur CBS
  -  France :
- Distribution :
- Résumé :

Lors de l'anniversaire de Sylvia, Fran se retrouve bloquée avec C.C. Babcock dans la cave à vin.

### Épisode 11:Graine de vedette
- Titre original : When You Pish upon a Star
- Scénariste : Diane Wilk
- Réalisateur : Lee Shallat-Chemel
- Diffusions : 
  -  États-Unis : 21 novembre 1994 sur CBS
  -  France :
- Distribution :
- Résumé :

C.C. convainc Maxwell, d'engager un jeune acteur, Jack Walker, pour être la vedette de sa nouvelle pièce.

### Épisode 12:Le Manteau de vison
- Titre original : Take Back Your Mink
- Scénariste : Fran Drescher, Peter Marc Jacobson
- Réalisateur : Lee Shallat-Chemel
- Diffusions : 
  -  États-Unis : 21 novembre 1994 sur CBS
  -  France :
- Distribution :
- Résumé :

Après la mort de sa grand-tante, Fran et Sylvia se demandent qui va hériter de son manteau de fourrure...

### Épisode 13:Une grève assez grave
- Titre original : The Strike
- Scénariste : Janis Hirsch
- Réalisateur : Lee Shallat-Chemel
- Diffusions : 
  -  États-Unis : 28 novembre 1994 sur CBS
  -  France :
- Distribution :
- Résumé :

Lors de la cérémonie d'ouverture de sa nouvelle pièce, Maxwell est arrêté par un piquet de grève.

### Épisode 14:Une vedette très Cher
- Titre original : I've Got a Secret
- Scénariste : Eric Cohen
- Réalisateur : Lee Shallat-Chemel
- Diffusions : 
  -  États-Unis : 12 décembre 1994 sur CBS
  -  France :
- Distribution :
- Résumé :

Maxwell loge chez lui une célébrité qui vient de subir une opération, il refuse de divulguer son identité à Fran, qui va tout faire pour la connaitre.

### Épisode 15:Une soirée très chips
- Titre original : Kindervelt Days
- Scénariste : Frank Lombardi, Dana Reston
- Réalisateur : Lee Shallat-Chemel
- Diffusions : 
  -  États-Unis : 2 janvier 1995 sur CBS
  -  France :
- Distribution :
- Résumé :

Fran voudrait que Maxwell l'accompagne à sa soirée des anciennes.

### Épisode 16:Atlantic City, nous voilà!
- Titre original : Canasta Masta
- Scénariste : Dana Reston, Frank Lombardi
- Réalisateur : Lee Shallat-Chemel
- Diffusions : 
  -  États-Unis : 9 janvier 1995 sur CBS
  -  France :
- Distribution :
- Résumé :

Maxwell veut que Brighton s'intéresse à un sport d'équipe, mais il se découvre une autre passion: jouer à la canasta avec la famille de Fran.

### Épisode 17:Le Testament
- Titre original : The Will
- Scénariste : Fran Drescher, Peter Marc Jacobson
- Réalisateur : Randy Bennett
- Diffusions : 
  -  États-Unis : 16 janvier 1995 sur CBS
  -  France :
- Distribution :
- Résumé :

Maxwell veut modifier son testament, pour que Fran s'occupe des enfants s'il lui arrivait malheur...

### Épisode 18:La Reine des entremetteuses
- Titre original : The Nanny Behind the Man
- Scénariste : Jerry Perzigian
- Réalisateur : Lee Shallat-Chemel
- Diffusions : 
  -  États-Unis : 23 janvier 1995 sur CBS
  -  France :
- Distribution : Roger Clinton
- Résumé :

Pour séduire un grand auteur dramatique et le convaincre de céder les droits de sa pièce, Fran et Maxwell lui présentent Grand-Mère Yetta.

### Épisode 19:Une amitié particulière
- Titre original : A Fine Friendship
- Scénariste : Eileen O'Hare
- Réalisateur : Lee Shallat-Chemel
- Diffusions : 
  -  États-Unis : 6 février 1995 sur CBS
  -  France :
- Distribution :
- Résumé :

Fran rencontre Kurt, le baby-sitter de Willy, un ami de Grace, qu'elle croit homosexuel.

### Épisode 20:On n'achève pas les agneaux
- Titre original : Lamb Chop's on the Menu
- Scénariste : Frank Lombardi, Dana Reston
- Réalisateur : Lee Shallat-Chemel
- Diffusions : 
  -  États-Unis : 13 février 1995 sur CBS
  -  France :
- Distribution : Shari Lewis
- Résumé :

Fran doit s'occuper de Châtaigne, le chien de C.C. Babcock, pendant quelques jours, mais il va provoquer de nombreux dégâts...

### Épisode 21:Panique à l'hôpital
- Titre original : Close Shave
- Scénariste : Elliot Stern
- Réalisateur : Dorothy Lyman
- Diffusions : 
  -  États-Unis : 20 février 1995 sur CBS
  -  France :
- Distribution :
- Résumé :

Fran veut responsabiliser Maggie, elle lui trouve un emploi d'aide-soignante à l'hôpital...

### Épisode 22:La Voix de son maître... d'hôtel
- Titre original : What the Butler Sang
- Scénariste : Diane Wilk
- Réalisateur : Lee Shallat-Chemel
- Diffusions : 
  -  États-Unis : 27 février 1995 sur CBS
  -  France :
- Distribution :
- Résumé :

Niles doit être auditionné par le prochain spectacle de Maxwell, car il est doté d'une magnifique voix; la sœur de Fran, Nadine, vient remplacer Niles en cuisine.

### Épisode 23:Le Concours de baisers
- Titre original : A Kiss Is Just a Kiss
- Scénariste : Eileen O'Hare
- Réalisateur : Dorothy Lyman
- Diffusions : 
  -  États-Unis : 3 mai 1995 sur CBS
  -  France :
- Distribution : Billy Ray Cyrus
- Résumé :

Maggie se rend à un concours de baisers organisé par Billy Ray Cyrus, en compagnie de Fran, mais c'est celle-ci qui gagne au grand dépit de Maggie...

### Épisode 24:Le Commencement de la fin
- Titre original : Strange Bedfellows
- Scénariste : Dana Reston, Frank Lombardi
- Réalisateur : Dorothy Lyman
- Diffusions : 
  -  États-Unis : 8 mai 1995 sur CBS
  -  France :
- Distribution : Tyne Daly
- Résumé :

Mona, une nounou amie de Fran, part à la retraite. Face au dépit de Mona par rapport à sa carrière et à sa vie, Fran commence à s'inquiéter...

### Épisode 25:Les Cheveux en quatre
- Titre original : The Chatterbox
- Scénariste : Fran Drescher, Peter Marc Jacobson, Robert Sternin, Prudence Fraser
- Réalisateur : Lee Shallat-Chemel
- Diffusions : 
  -  États-Unis : 15 mai 1995 sur CBS
  -  France :
- Distribution :
- Résumé :

Fran emmène Maggie dans un salon de coiffure du Queens.

### Épisode 26:Le Manuscrit volé
- Titre original : Fran Gets Mugged
- Scénariste : Jayne Hamil, Rick Shaw
- Réalisateur : Lee Shallat-Chemel
- Diffusions : 
  -  États-Unis : 22 mai 1995 sur CBS
  -  France :
- Distribution :
- Résumé :

Fran se fait voler son sac à main dans Central Park; après cette agression, elle est traumatisée, surtout que par erreur il y avait un original de Shakespeare dans son sac.